# کفشک نیوزیلندی
کفشک نیوزیلندی (نام علمی: Rhombosolea plebeia) نام یک گونه از راسته کفشک‌ماهی است.